# 보이지 오브 타임
《보이지 오브 타임》(Voyage of Time)은 2016년 10월에 개봉한 미국의 IMAX 다큐멘터리 영화이다. 테런스 맬릭이 감독을 맡았으며, 두 가지 버전으로 개봉했다. IMAX 버전은 배우 브래드 피트가 해설을, 35mm 장편 버전은 배우 케이트 블란쳇이 해설을 맡았다. 35mm 장편 버전은 제73회 베니스 영화제 황금사자상 경쟁 부문 후보에 올랐다.

## 출연

### 주연
- 브래드 피트
- 케이트 블란쳇

## 기타
- 총괄프로듀서: 태너 비어드
- 총괄프로듀서: 메리 빙
- 총괄프로듀서: 이브 슈발리에
- 프로듀서: 데드 가드너
- 프로듀서: 니콜라스 곤다
- 프로듀서: 사라 그린
- 프로듀서: 그랜트 힐
- 프로듀서: 브래드 피트
- 프로듀서: 빌 포래드
- 프로듀서: 도널드 로즌펠드